# Shoulder Arms
Shoulder Arms is een Amerikaanse filmkomedie uit 1918 onder regie van Charlie Chaplin.

## Verhaal
Charlie trekt tijdens de Eerste Wereldoorlog als rekruut ten strijde. Hij wil graag een held zijn. Wanneer hij op geheime missie wordt gestuurd, krijgt hij daartoe de kans.

## Rolverdeling
| Acteur          | Personage                  |
| --------------- | -------------------------- |
| Edna Purviance  | Meisje                     |
| Charlie Chaplin | Rekruut                    |
| Sydney Chaplin  | Charlies kameraad / Keizer |
| Loyal Underwood | Kleine Duitse officier     |
| Henry Bergman   | Dikke soldaat met snor     |
| Tom Wilson      | Domme Duitse houthakker    |
| Albert Austin   | Amerikaanse soldaat        |
| Jack Wilson     | Kroonprins                 |